# هربرت والتون
هربرت والتون (21 مايو 1868 - 28 فبراير 1930) (بالإنجليزية: Herbert Walton)‏ هو لاعب كريكت بريطاني (وحمل سابقاً جنسية المملكة المتحدة لبريطانيا العظمى وأيرلندا).